# Список эпизодов телесериала «Опасный Генри»
Опасный Генри — американский супергеройский комедийный телесериал, транслируемый на канале Nickelodeon. Он был создан Дэном Шнайдером и Даной Олсен. Сериал вращается вокруг 13-летнего мальчика, который становится напарником местного супергероя.

## Обзор серий
| Сезон | Серии | Серии | Даты показа      | Даты показа     |
| Сезон | Серии | Серии | Первая серия     | Последняя серия |
| ----- | ----- | ----- | ---------------- | --------------- |
| 1     | 25    | 25    | 26 июля 2014     | 16 мая 2015     |
| 2     | 20    | 20    | 12 сентября 2015 | 17 июля 2016    |
| 3     | 19    | 19    | 17 сентября 2016 | 7 октября 2017  |
| 4     | 20    | 20    | 21 октября 2017  | 20 октября 2018 |
| 5     | 39    | 39    | 3 ноября 2018    | 21 марта 2020   |

## Список эпизодов

### Первый сезон (2014—2015)
| № общий | № в сезоне | Название                                                             | Режиссёр      | Автор сценария                                | Дата премьеры    | Произв. код | Зрители в США (млн) |
| ------- | ---------- | -------------------------------------------------------------------- | ------------- | --------------------------------------------- | ---------------- | ----------- | ------------------- |
| 1       | 1          | «Опасность начинается» «The Danger Begins»                           | Стив Хофер    | Дэн Шнайдер и Дана Олсен                      | 26 июля 2014     | 101-102     | 1,94                |
| 2       | 2          | «Новые опасности, новые проблемы» «Mo' Danger, Mo' Troubles»         | Стив Хофер    | Дэн Шнайдер, Дана Олсен и Дэвид Малкофф       | 13 сентября 2014 | 103         | 1,57                |
| 3       | 3          | «Тайное становится явным» «The Secret Gets Out»                      | Стив Хофер    | Дэн Шнайдер, Дана Олсен и Джэйк Фэрроу        | 20 сентября 2014 | 104         | 1,74                |
| 4       | 4          | «Слёзы весёлого жука» «Tears of the Jolly Beetle»                    | Расс Райнсел  | Дэн Шнайдер, Дана Олсен и Кристофер Дж. Новак | 27 сентября 2014 | 105         | 1,53                |
| 5       | 5          | «Учитель-дублёр» «Substitute Teacher»                                | Расс Райнсел  | Дэн Шнайдер, Дана Олсен и Дэвид Малкофф       | 4 октября 2014   | 106         | 1,79                |
| 6       | 6          | «Опасный Джаспер» «Jasper Danger»                                    | Стив Хофер    | Дэн Шнайдер, Дана Олсен и Дэвид Малкофф       | 18 октября 2014  | 107         | 1,62                |
| 7       | 7          | «Камень из космоса» «The Space Rock»                                 | Расс Райнсел  | Дэн Шнайдер, Дана Олсен и Джэйк Фэрроу        | 1 ноября 2014    | 108         | 2,19                |
| 8       | 8          | «Падение именинницы» «Birthday Girl Down»                            | Адам Вайсман  | Дэн Шнайдер, Дана Олсен и Кристофер Дж. Новак | 8 ноября 2014    | 109         | 1,67                |
| 9       | 9          | «Нечестная игра» «Too Much Game»                                     | Стив Хофер    | Дэн Шнайдер, Дана Олсен и Дэвид Малкофф       | 15 ноября 2014   | 110         | 2,38                |
| 10      | 10         | «Генри-чудовище» «Henry the Man-Beast»                               | Стив Хофер    | Дэн Шнайдер, Дана Олсен и Дэвид Малкофф       | 22 ноября 2014   | 111         | 2,03                |
| 11      | 11         | «Брэд-невидимка» «Invisible Brad»                                    | Адам Вайсман  | Дэн Шнайдер, Дана Олсен и Дэвид Малкофф       | 10 января 2015   | 112         | 1,82                |
| 12      | 12         | «Внимание, Спойлер» «Spoiler Alert»                                  | Адам Вайсман  | Дэн Шнайдер, Дана Олсен и Кристофер Дж. Новак | 24 января 2015   | 113         | 1,63                |
| 13      | 13         | «Кража века» «Let's Make a Steal»                                    | Стив Хофер    | Дэн Шнайдер, Дана Олсен и Дэвид Малкофф       | 31 января 2015   | 114         | 1,62                |
| 14      | 14         | «Супервулкан» «Super Volcano»                                        | Расс Райнсел  | Дэн Шнайдер, Дана Олсен и Дэвид Малкофф       | 7 февраля 2015   | 115         | 1,62                |
| 15      | 15         | «Моя неверная Валентинка» «My Phony Valentine»                       | Стив Хофер    | Дэн Шнайдер, Дана Олсен и Джэйк Фэрроу        | 14 февраля 2015  | 116         | 1,84                |
| 16      | 16         | «Запертые в пещере» «Caved In»                                       | Нейтан Кресс  | Дэн Шнайдер, Дана Олсен и Тара Эрнандес       | 28 февраля 2015  | 117         | 2,17                |
| 17      | 17         | «Поцелуй в лифте» «Elevator Kiss»                                    | Стив Хофер    | Дэн Шнайдер, Дана Олсен и Дэвид Малкофф       | 7 марта 2015     | 118         | 1,65                |
| 18      | 18         | «Мужчина в доме» «Man of the House»                                  | Расс Райнсел  | Дэн Шнайдер, Дана Олсен и Дэвид Малкофф       | 14 марта 2015    | 119         | 1,76                |
| 19      | 19         | «Победить сон» «Dream Busters»                                       | Адам Вайсман  | Дэн Шнайдер, Дана Олсен и Джо Салливан        | 21 марта 2015    | 120         | 1,38                |
| 20      | 20         | «Домашний арест» «Kid Grounded»                                      | Расс Райнсел  | Дэн Шнайдер, Дана Олсен и Кристофер Дж. Новак | 4 апреля 2015    | 121         | 1,58                |
| 21      | 21         | «Капитан Негодяй» «Captain Jerk»                                     | Майк Карон    | Дэн Шнайдер, Дана Олсен и Эндрю Томас         | 11 апреля 2015   | 122         | 1,92                |
| 22      | 22         | «Искушение ведром» «The Bucket Trap»                                 | Нейтан Кресс  | Дэн Шнайдер, Дана Олсен и Дэвид Малкофф       | 18 апреля 2015   | 123         | 1,42                |
| 23      | 23         | «Генри и плохая девчонка - часть 1» «Henry and the Bad Girl, Part 1» | Стив Хофер    | Дэн Шнайдер, Дана Олсен и Джэйк Фэрроу        | 2 мая 2015       | 124         | 1,44                |
| 24      | 24         | «Генри и плохая девчонка - часть 2» «Henry and the Bad Girl, Part 2» | Стив Хофер    | Дэн Шнайдер, Дана Олсен и Дэвид Малкофф       | 9 мая 2015       | 125         | 1,87                |
| 25      | 25         | «Настоящая девушка Джаспера» «Jasper's Real Girlfriend»              | Дэвид Кендалл | Дэн Шнайдер, Дана Олсен и Кристофер Дж. Новак | 16 мая 2015      | 126         | 1,55                |

### Второй сезон (2015—2016)
| № общий | № в сезоне | Название                                                              | Режиссёр      | Автор сценария                                | Дата премьеры    | Произв. код | Зрители в США (млн) |
| ------- | ---------- | --------------------------------------------------------------------- | ------------- | --------------------------------------------- | ---------------- | ----------- | ------------------- |
| 26      | 1          | «История продолжается» «The Beat Goes On»                             | Адам Вайсман  | Дэн Шнайдер, Дана Олсен и Кристофер Дж. Новак | 12 сентября 2015 | 201         | 2,13                |
| 27      | 2          | «Один Генри и три девочки - часть 1» «One Henry, Three Girls: Part 1» | Адам Вайсман  | Дэн Шнайдер, Дана Олсен и Джей Коген          | 19 сентября 2015 | 202         | 1,78                |
| 28      | 3          | «Один Генри и три девочки - часть 2» «One Henry, Three Girls: Part 2» | Стив Хофер    | Дэн Шнайдер, Дана Олсен и Дэвид Малкофф       | 26 сентября 2015 | 203         | 1,78                |
| 29      | 4          | «Генри и Зяблики» «Henry and the Woodpeckers»                         | Майк Карон    | Дэн Шнайдер, Дана Олсен и Эвин Дас            | 3 октября 2015   | 204         | 1,57                |
| 30      | 5          | «Отпуск Капитана Чела» «Captain Man: On Vacation»                     | Нейтан Кресс  | Дэн Шнайдер, Дана Олсен и Кристофер Дж. Новак | 10 октября 2015  | 205         | 1,61                |
| 31      | 6          | «Времяскакун» «The Time Jerker»                                       | Стив Хофер    | Дэн Шнайдер, Дана Олсен и Джей Коген          | 7 ноября 2015    | 206         | 1,85                |
| 32      | 7          | «Стейк мечты» «Secret Beef»                                           | Адам Вайсман  | Дэн Шнайдер, Дана Олсен и Дэвид Малкофф       | 14 ноября 2015   | 207         | 1,35                |
| 33      | 8          | «Генри-завистник» «Henry's Jelly»                                     | Адам Вайсман  | Дэн Шнайдер, Дана Олсен и Дэвид Малкофф       | 21 ноября 2015   | 208         | 1,52                |
| 34      | 9          | «Рождество в опасности» «Christmas Danger»                            | Стив Хофер    | Дэн Шнайдер, Дана Олсен и Кристофер Дж. Новак | 28 ноября 2015   | 209         | 1,62                |
| 35      | 10         | «Неуязвимый Генри - часть 1» «Indestructible Henry, Part 1»           | Нейтан Кресс  | Дэн Шнайдер, Дана Олсен и Джей Коген          | 19 марта 2016    | 210         | 2,02                |
| 36      | 11         | «Неуязвимый Генри - часть 2» «Indestructible Henry, Part 2»           | Расс Райнсел  | Дэн Шнайдер, Дана Олсен и Дэвид Малкофф       | 26 марта 2016    | 211         | 2,12                |
| 37      | 12         | «Текст, ложь и тик ток» «Text, Lies & Video»                          | Стив Хофер    | Дэн Шнайдер, Дана Олсен и Эвин Дас            | 9 апреля 2016    | 212         | 1,65                |
| 38      | 13         | «Зеркальная вселенная» «Opposite Universe»                            | Адам Вайсман  | Дэн Шнайдер, Дана Олсен и Кристофер Дж. Новак | 16 апреля 2016   | 213         | 1,75                |
| 39      | 14         | «Серьёзная опасность» «Grave Danger»                                  | Дэвид Кендалл | Дэн Шнайдер, Дана Олсен и Эндрю Томас         | 23 апреля 2016   | 217         | 1,67                |
| 40      | 15         | «Бычья оспа» «Ox Pox»                                                 | Стив Хофер    | Дэн Шнайдер, Дана Олсен и Саманта Мартин      | 30 апреля 2016   | 218         | 1,83                |
| 41      | 16         | «Близнец Генри» «Twin Henrys»                                         | Расс Райнсел  | Дэн Шнайдер, Дана Олсен и Эвин Дас            | 7 мая 2016       | 216         | 1,37                |
| 42      | 17         | «Грозные и Опасные» «Danger & Thunder»                                | Стив Хофер    | Дэн Шнайдер, Дана Олсен и Джей Коген          | 18 июня 2016     | 214-215     | 2,24                |
| 43      | 18         | «Я знаю твой секрет» «I Know Your Secret»                             | Расс Райнсел  | Дэн Шнайдер, Дана Олсен и Кристофер Дж. Новак | 17 июля 2016     | 219         | 2,60                |

### Третий сезон (2016—2017)
| № общий | № в сезоне | Название                                                   | Режиссёр                  | Автор сценария                                | Дата премьеры    | Произв. код | Зрители в США (млн) |
| ------- | ---------- | ---------------------------------------------------------- | ------------------------- | --------------------------------------------- | ---------------- | ----------- | ------------------- |
| 44      | 1          | «Смертоносная Риньята» «A Fiñata Full Of Death Bugs»       | Стив Хофер                | Дэн Шнайдер, Дана Олсен и Кристофер Дж. Новак | 17 сентября 2016 | 301         | 1,82                |
| 45      | 2          | «Кекс любви» «Love Muffin»                                 | Стив Хофер                | Дэн Шнайдер, Дана Олсен и Хейс Джексон        | 24 сентября 2016 | 302         | 1,90                |
| 46      | 3          | «Машина Крика» «Scream Machine»                            | Нейтан Кресс              | Дэн Шнайдер, Дана Олсен и Дэвид Малкофф       | 1 октября 2016   | 303         | 1,60                |
| 47      | 4          | «Суета вокруг чипсов» «Mouth Candy»                        | Адам Вайсман              | Дэн Шнайдер, Дана Олсен и Кристофер Дж. Новак | 8 октября 2016   | 305         | 1,78                |
| 48      | 5          | «Преступления и сласти» «The Trouble with Frittles»        | Адам Вайсман              | Дэн Шнайдер, Дана Олсен и Саманта Мартин      | 5 ноября 2016    | 304         | 1,60                |
| 49      | 6          | «Час суперсилы» «Hour of Power»                            | Стив Хофер и Расс Райнсел | Дэн Шнайдер, Дана Олсен и Дэвид Малкофф       | 11 ноября 2016   | 307-308     | 3,16                |
| 50      | 7          | «Опасные вышибалы» «Dodging Danger»                        | Адам Вайсман              | Дэн Шнайдер, Дана Олсен и Хейс Джексон        | 3 декабря 2016   | 311         | 2,50                |
| 51      | 8          | «Двойное свидание» «Double Date Danger»                    | Стив Хофер                | Дэн Шнайдер, Дана Олсен и Хейс Джексон        | 11 февраля 2017  | 314         | 2,06                |
| 52      | 9          | «Космическое вторжение - часть 1» «Space Invaders, Part 1» | Майк Карон                | Дэн Шнайдер, Дана Олсен и Джо Салливан        | 11 марта 2017    | 312         | 2,56                |
| 53      | 10         | «Космическое вторжение - часть 2» «Space Invaders, Part 2» | Майк Карон                | Дэн Шнайдер, Дана Олсен и Кристофер Дж. Новак | 18 марта 2017    | 313         | 1,65                |
| 54      | 11         | «Газ и провал» «Gas or Fail»                               | Дэвид Кендалл             | Дэн Шнайдер, Дана Олсен и Хейс Джексон        | 25 марта 2017    | 306         | 1,79                |
| 55      | 12         | «СПА-класс» «JAM Session»                                  | Адам Вайсман              | Дэн Шнайдер, Дана Олсен и Кристофер Дж. Новак | 8 апреля 2017    | 309         | 1,65                |
| 56      | 13         | «Лицензия на полёт» «License to Fly»                       | Дэвид Кендалл             | Дэн Шнайдер, Дана Олсен и Дэвид Малкофф       | 15 апреля 2017   | 315         | 1,72                |
| 57      | 14         | «Зелёные пальцы» «Green Fingers»                           | Стив Хофер                | Дэн Шнайдер, Дана Олсен и Дэвид Малкофф       | 22 апреля 2017   | 310         | 1,83                |
| 58      | 15         | «Застрявшие» «Stuck in Two Holes»                          | Гарри Мэтью               | Дэн Шнайдер, Дана Олсен и Хейс Джексон        | 29 апреля 2017   | 317         | 1,72                |
| 59      | 16         | «Сеть Франкини - часть 1» «Live & Dangerous: Part 1»       | Адам Вайсман              | Дэн Шнайдер, Дана Олсен и Кристофер Дж. Новак | 16 сентября 2017 | 319         | 1,57                |
| 60      | 17         | «Сеть Франкини - часть 2» «Live & Dangerous: Part 2»       | Расс Райнсел              | Дэн Шнайдер, Дана Олсен и Хейс Джексон        | 23 сентября 2017 | 320         | 2,22                |
| 61      | 18         | «Шарики-кошмарики» «Balloons of Doom»                      | Стив Хофер                | Дэн Шнайдер, Дана Олсен и Дэвид Малкофф       | 30 сентября 2017 | 318         | 1,61                |
| 62      | 19         | «Конкурс холмогорских талантов» «Swellveiw's Got Talents»  | Стив Хофер                | Дэн Шнайдер, Дана Олсен и Кристофер Дж. Новак | 7 октября 2017   | 316         | 1,65                |

### Четвёртый сезон (2017—2018)
| № общий | № в сезоне | Название                                                         | Режиссёр          | Автор сценария                                | Дата премьеры    | Произв. код | Зрители в США (млн) |
| ------- | ---------- | ---------------------------------------------------------------- | ----------------- | --------------------------------------------- | ---------------- | ----------- | ------------------- |
| 63      | 1          | «Пациент под наблюдением» «Sick & Wired»                         | Адам Вайсман      | Дэн Шнайдер, Дана Олсен и Хейс Джексон        | 21 октября 2017  | 404         | 1,41                |
| 64      | 2          | «французская резня» «Brawl in the Hall»                          | Стив Хофер        | Дэн Шнайдер, Дана Олсен и Дэвид Малкофф       | 4 ноября 2017    | 405         | 1,68                |
| 65      | 3          | «Душистый камень» «The Rock Box Dump»                            | Расс Райнсел      | Дэн Шнайдер и Дана Олсен                      | 11 ноября 2017   | 406         | 1,52                |
| 66      | 4          | «Опасные игры» «Danger Games»                                    | Стив Хофер        | Дэн Шнайдер, Дана Олсен и Кристофер Дж. Новак | 25 ноября 2017   | 401-403     | 1,91                |
| 67      | 5          | «Мультфильм в опасности» «Toon in for Danger»                    | Стив Хофер        | Дэн Шнайдер, Дана Олсен и Саманта Мартин      | 15 января 2018   | 411         | 1,41                |
| 68      | 6          | «Свидание» «Meet Cute Crush»                                     | Расс Райнсел      | Дэн Шнайдер, Дана Олсен и Джо Салливан        | 10 февраля 2018  | 418         | 1,47                |
| 69      | 7          | «Назад в опасное будущее (часть 1)» «Back to the Danger, Part 1» | Дэвид Кендалл     | Дэн Шнайдер, Дана Олсен и Эндрю Томас         | 24 марта 2018    | 407         | 1,72                |
| 70      | 8          | «Назад в опасное будущее (часть 2)» «Back to the Danger, Part 2» | Дэвид Кендалл     | Дэн Шнайдер, Дана Олсен и Джо Салливан        | 31 марта 2018    | 408         | 1,24                |
| 71      | 9          | «Сокращения бюджета» «Budget Cuts»                               | Нейтан Кресс      | Дэн Шнайдер, Дана Олсен и Дэвид Малкофф       | 7 апреля 2018    | 410         | 1,25                |
| 72      | 10         | «Бриллианты — лучшие друзья Хезер» «Diamonds Are for Heather»    | Нейтан Кресс      | Дэн Шнайдер, Дана Олсен и Эндрю Томас         | 14 апреля 2018   | 417         | 1,06                |
| 73      | 11         | «Дорожное злоключение» «Car Trek»                                | Нейтан Кресс      | Дэн Шнайдер, Дана Олсен и Эндрю Томас         | 28 апреля 2018   | 412         | 1,09                |
| 74      | 12         | «Вторжение Карапуза» «Toddler Invasion»                          | Майк Карон        | Дэн Шнайдер, Дана Олсен и Саманта Мартин      | 5 мая 2018       | 416         | 1,17                |
| 75      | 13         | «Капитан Чел-кини» «Captain Man-kini»                            | Стив Хофер        | Дэн Шнайдер, Дана Олсен и Хейс Джексон        | 12 мая 2018      | 420         | 1,10                |
| 76      | 14         | «Субботнее враньё» «Saturday Night Lies»                         | Адам Вайсман      | Дэн Шнайдер, Дана Олсен и Хейс Джексон        | 19 мая 2018      | 414         | 1,05                |
| 77      | 15         | «Дилемма Генри» «Henry's Frittle Problem»                        | Эллисон Скальотти | Дэн Шнайдер, Дана Олсен и Дэвид Малкофф       | 22 сентября 2018 | 415         | 1,02                |
| 78      | 16         | «Тяжёлый конкурс» «Spelling Bee Hard»                            | Расс Райнсел      | Дэн Шнайдер, Дана Олсен и Кристофер Дж. Новак | 29 сентября 2018 | 419         | 0,92                |
| 79      | 17         | «Ещё выше!» «Up the Stairs!»                                     | Адам Вайсман      | Дэн Шнайдер, Дана Олсен и Бен Адамс           | 6 октября 2018   | 422         | 0,87                |
| 80      | 18         | «Очень опасные дела» «Danger Things»                             | Дэвид Кендалл     | Дэн Шнайдер, Дана Олсен и Джейк Фэрроу        | 8 октября 2018   | 502         | 1,14                |
| 81      | 19         | «Кря-кря» «Rubber Duck»                                          | Майк Карон        | Дэн Шнайдер, Дана Олсен и Хейс Джексон        | 13 октября 2018  | 409         | 1,03                |
| 82      | 20         | «Дрябло-Газ» «Flabber Gassed»                                    | Адам Вайсман      | Дэн Шнайдер, Дана Олсен и Кристофер Дж. Новак | 20 октября 2018  | 501         | 0,94                |

### Пятый сезон (2018—2020)
| № общий | № в сезоне | Название                                                | Режиссёр                | Автор сценария                                                                 | Дата премьеры    | Произв. код | Зрители в США (млн) |
| ------- | ---------- | ------------------------------------------------------- | ----------------------- | ------------------------------------------------------------------------------ | ---------------- | ----------- | ------------------- |
| 83      | 1          | «День Рождения Генри» «Henry's Birthday»                | Стив Хофер              | Дэн Шнайдер, Дана Олсен и Дэвид Малкофф                                        | 3 ноября 2018    | 503         | 1,11                |
| 84      | 2          | «Свистунья Сьюзи» «Whistlin' Susie»                     | Нейтан Кресс            | Дэн Шнайдер, Дана Олсен и Джо Салливан                                         | 10 ноября 2018   | 504         | 1,10                |
| 85      | 3          | «Закадычные друзья» «Thumb War»                         | Майк Карон Адам Вайсман | Дэн Шнайдер, Дана Олсен и Джо Салливан Дэн Шнайдер, Дана Олсен и Дэвид Малкофф | 17 ноября 2018   | 413/421     | 1,13                |
| 86      | 4          | «Великий Кактус-Кон» «The Great Cactus Con»             | Эллисон Скальотти       | Дэн Шнайдер, Дана Олсен и Саманта Мартин                                       | 24 ноября 2018   | 505         | 0,98                |
| 87      | 5          | «Часть 1: Новое зло» «Part 1: A New Evil»               | Майк Карон              | Дэн Шнайдер, Дана Олсен и Эндрю Томас                                          | 5 января 2019    | 506         | 0,93                |
| 88      | 6          | «Часть 2: Новая тьма» «Part 2: A New Darkness»          | Адам Вайсман            | Дэн Шнайдер, Дана Олсен и Кристофер Дж. Новак                                  | 12 января 2019   | 507         | 1,11                |
| 89      | 7          | «Часть 3: Новый герой» «Part 3: A New Hero»             | Адам Вайсман            | Дэн Шнайдер, Дана Олсен и Кристофер Дж. Новак                                  | 19 января 2019   | 508         | 1,14                |
| 90      | 8          | «Травмированный и опасный» «Broken Armed and Dangerous» | Нейтан Кресс            | Дэн Шнайдер, Дана Олсен и Дэвид Малкофф                                        | 26 января 2019   | 510         | 1,26                |
| 91      | 9          | «Рыцари и опасности» «Knight & Danger»                  | Гарри Мэтью             | Дэн Шнайдер, Дана Олсен и Джейк Фэрроу                                         | 2 февраля 2019   | 509         | 1,32                |
| 92      | 10         | «Похищение Отто» «Grand Theft Otto»                     | Дэвид Кендалл           | Дэн Шнайдер, Дана Олсен и Сэм Бекер                                            | 16 февраля 2019  | 511         | 1,08                |
| 93      | 11         | «Вся семья Билски» «The Whole Bilsky Family»            | Эллисон Скальотти       | Дэн Шнайдер, Дана Олсен и Джо Салливан                                         | 23 февраля 2019  | 512         | 1,11                |
| 94      | 12         | «Тайная комната» «Secret Room»                          | Стив Хофер              | Дэн Шнайдер, Дана Олсен и Саманта Мартин                                       | 2 марта 2019     | 513         | 1,04                |
| 95      | 13         | «Ужин с Бигфутом» «My Dinner with Bigfoot»              | Расс Райнсел            | Дэн Шнайдер, Дана Олсен и Эндрю Томас                                          | 9 марта 2019     | 514         | 1,08                |
| 96      | 14         | «Шарлотта исчезает» «Charlotte Gets Ghosted»            | Майк Карон              | Дэн Шнайдер, Дана Олсен и Джейк Фэрроу                                         | 16 марта 2019    | 515         | 1,06                |
| 97      | 15         | «Опасный сон» «I Dream of Danger»                       | Адам Вайсман            | Дэн Шнайдер, Дана Олсен и Саманта Мартин                                       | 23 марта 2019    | 516         | 1,31                |
| 98      | 16         | «Люди-кроты» «Holey Moley»                              | Расс Райнсел            | Дэн Шнайдер, Дана Олсен и Дэвид Малкофф                                        | 15 июня 2019     | 517         | 0,65                |
| 99      | 17         | «Любовь кусается» «Love Bytes»                          | Эллисон Скальотти       | Дэн Шнайдер, Дана Олсен и Джо Салливан                                         | 22 июня 2019     | 518         | 0,71                |
| 100     | 18         | «Агент Опасность» «Double-O Danger»                     | Стив Хофер              | Дэн Шнайдер, Дана Олсен и Эндрю Томас                                          | 28 июня 2019     | 519         | 0,79                |
| 101     | 19         | «Массажное кресло» «Massage Chair»                      | Майк Карон              | Дэн Шнайдер, Дана Олсен и Кристофер Дж. Новак                                  | 13 июля 2019     | 520         | 0,93                |
| 102     | 20         | «Опасный Генри: Мюзикл» «Henry Danger: The Musical»     | Стив Хофер              | Дэн Шнайдер, Дана Олсен и Саманта Мартин                                       | 27 июля 2019     | 521/522     | 1,18                |
| 103     | 21         | «Сюрприз от сестры: Часть 1» «Sister Twister: Part 1»   | Адам Вайсман            | Дэн Шнайдер, Дана Олсен и Джо Салливан                                         | 21 сентября 2019 | 524         | 1,09                |
| 104     | 22         | «Сюрприз от сестры: Часть 2» «Sister Twister: Part 2»   | Нейтан Кресс            | Дэн Шнайдер, Дана Олсен и Дэвид Малкофф                                        | 28 сентября 2019 | 525         | 1,21                |
| 105     | 23         | «История о двух Пайпер» «A Tale of Two Pipers»          | Эллисон Скальотти       | Дэн Шнайдер, Дана Олсен и Сэм Бекер                                            | 5 октября 2019   | 523         | 0,78                |
| 106     | 24         | «Историум» «Story Tank»                                 | Дэвид Кендалл           | Дэн Шнайдер, Дана Олсен и Дэвид Малкофф                                        | 12 октября 2019  | 528         | 0,69                |
| 107     | 25         | «Капитан Мама» «Captain Mom»                            | Расс Райнсел            | Дэн Шнайдер, Дана Олсен и Джейк Фэрроу                                         | 2 ноября 2019    | 526         | 0,77                |
| 108     | 26         | «Видимый Брэд» «Visible Brad»                           | Адам Вайсман            | Дэн Шнайдер, Дана Олсен и Джейк Фэрроу                                         | 9 ноября 2019    | 527         | 0,89                |
| 109     | 27         | «Стена Завидграм» «EnvyGram Wall»                       | Стив Хофер              | Дэн Шнайдер, Дана Олсен и Эндрю Томас                                          | 16 ноября 2019   | 530         | 0,63                |
| 110     | 28         | «Новогодняя заварушка» «Holiday Punch»                  | Адам Вайсман            | Дэн Шнайдер, Дана Олсен и Джо Салливан                                         | 30 ноября 2019   | 529         | 0,75                |
| 111     | 29         | «Мистер Хороший» «Mr. Nice Guy»                         | Майк Карон              | Дэн Шнайдер, Дана Олсен и Джейк Фэрроу                                         | 11 января 2020   | 531         | 0,95                |
| 112     | 30         | «Ботинок Терана» «Theranos Boot»                        | Эвелин Беласко          | Дэн Шнайдер, Дана Олсен и Эндрю Томас                                          | 18 января 2020   | 532         | 1,02                |
| 113     | 31         | «Соцсеть для героев» «Rumblr»                           | Адам Вайсман            | Дэн Шнайдер, Дана Олсен и Джо Салливан                                         | 25 января 2020   | 533         | 0,96                |
| 114     | 32         | «Вечеринка в Чел-Пещере» «Cave the Date»                | Расс Райнсел            | Дэн Шнайдер, Дана Олсен и Саманта Мартин                                       | 1 февраля 2020   | 534         | 0,82                |
| 115     | 33         | «Квест Клуб» «Escape Room»                              | Эвелин Беласко          | Дэн Шнайдер, Дана Олсен и Кристофер Дж. Новак                                  | 8 февраля 2020   | 536         | 0,89                |
| 116     | 34         | «Игра телефонов» «Game of Phones»                       | Майк Карон              | Дэн Шнайдер, Дана Олсен и Кристофер Дж. Новак                                  | 15 февраля 2020  | 535         | 0,68                |
| 117     | 35         | «Вспомнить преступления» «Remember the Crimes»          | Майк Карон              | Дэн Шнайдер, Дана Олсен и Джейк Фэрроу                                         | 22 февраля 2020  | 537         | 0,74                |
| 118     | 36         | «От начала до конца» «The Beginning of the End»         | Расс Райнсел            | Дэн Шнайдер, Дана Олсен и Кристофер Дж. Новак                                  | 29 февраля 2020  | 538         | 0,85                |
| 119     | 37         | «Капитан Дрекс» «Captain Drex»                          | Адам Вайсман            | Дэн Шнайдер, Дана Олсен и Дэвид Малкофф                                        | 7 марта 2020     | 539         | 0,89                |
| 120     | 38         | «Опасная Судьба: Часть 1» «The Fate of Danger: Part I»  | Стив Хофер              | Дэн Шнайдер, Дана Олсен и Кристофер Дж. Новак                                  | 14 марта 2020    | 540         | 0,88                |
| 121     | 39         | «Опасная Судьба: Часть 2» «The Fate of Danger: Part II» | Стив Хофер              | Дэн Шнайдер, Дана Олсен и Кристофер Дж. Новак                                  | 21 марта 2020    | 541         | 1,26                |